# Älgö, Nacka kommun
För andra betydelser, se Älgö.
Älgö är en tätort och en halvö intill Saltsjöbaden i Nacka kommun i Stockholms inre skärgård belägen i kommundelen Saltsjöbaden/Fisksätra. Älgö är omgiven av Baggensfjärden, Ingaröfjärden och Erstaviken.
I Älgö avgränsar SCB från 2015 en tätort, detta efter att metoden för framtagning av tätortsstatistik förändrats. Orten klarade redan tidigare med mycket bred marginal invånarkravet för tätort (200) men hade då för hög andel fritidsfastigheter. 

## Historia
Älgö, som då tillhörde Brännkyrka socken omtalas första gången 1416 ('i Alghøø') då Katarina Erengisledotter löste in 2/3 av ön från Kristoffer och Peter Kruse. I en jordebok för Årsta gods troligen från 1529 upptas ett gård på Älgön. Gabriel Kristersson (Oxenstierna) innehade 1652 detta torp som då årligen betalade 2 öre penningar, 6 dagsverken och foder för tre hästar i arrende. 1573 upptas två tiondepliktiga bönder på Älgön.
Älgö överfördes tidigt på 1700-talet (1707?) till Tyresö socken och överfördes 1950 från Tyresö landskommun till Saltsjöbadens köping som 1971 uppgick i Nacka kommun.

### Befolkningsutveckling
| Befolkningsutvecklingen i Älgö 2015–2020                                                         | Befolkningsutvecklingen i Älgö 2015–2020 | Befolkningsutvecklingen i Älgö 2015–2020 | Befolkningsutvecklingen i Älgö 2015–2020 | Befolkningsutvecklingen i Älgö 2015–2020 |
| ------------------------------------------------------------------------------------------------ | ---------------------------------------- | ---------------------------------------- | ---------------------------------------- | ---------------------------------------- |
|                                                                                                  |                                          |                                          |                                          |                                          |
| År                                                                                               |                                          |                                          | Folkmängd                                | Areal (ha)                               |
| 2015                                                                                             | 2015                                     |                                          | 908                                      | 202                                      |
| 2020                                                                                             | 2020                                     |                                          | 1 053                                    | 201                                      |
| Anm.: Ny tätort 2015 från att tidigare varit en småort som 2010 hade 751 invånare på 192 hektar. |                                          |                                          |                                          |                                          |